# Saison 1997-1998 du Stade rennais FC
Maillots
Chronologie
Saison précédente Saison suivante
La saison 1997-1998 du Stade rennais football club débute le 2 août 1997 avec la première journée du Championnat de France de Division 1, pour se terminer le 9 mai 1998 avec la dernière journée de cette même compétition.
Le Stade rennais FC est également engagé en Coupe de France et en Coupe de la ligue.

## Résumé de la saison
Après l'échec du duo Colleu-Le Milinaire la saison précédente, le Stade rennais opte pour la réorganisation de son staff technique. Un nouveau technicien est engagé en la personne de Guy David, qui possède une solide expérience de la D1. Yves Colleu rentre lui dans le rang, et redevient entraîneur-adjoint.
La réorganisation touche également l'effectif professionnel, qui est renouvelé de moitié. Au départ prévu de Stéphane Guivarc'h s'ajoutent ceux de Pierre-Yves André, Patrice Carteron, François Denis, Stéphane Mahé, Kjetil Rekdal ou encore Sylvain Wiltord. Ce dernier, recruté par le Deportivo La Corogne, est immédiatement prêté aux Girondins de Bordeaux. Le recrutement est lui un mélange de joueur ayant une grosse expérience en D1 (Capron, Levenard, Maroselli, Viaud), de joueurs étrangers aux références plus ou moins convaincantes (Hobsch, Di Costanzo, Rossi, Jinani, Weiser) et de quelques joueurs moins habitués au haut niveau (Grégoire, Brinquin, Bedrossian).
Nombreux seront ceux parmi ces recrues dont le rendement sera vite jugé comme insuffisant, comme par exemple l'international allemand Bernd Hobsch. À l'inverse, certain se révèlent, comme le surprenant Stéphane Grégoire, qui passe professionnel à 29 ans. Les autres bénéficiaires de ce recrutement défaillant sont les jeunes. Certains, comme Yoann Bigné, Nicolas Goussé et Mikaël Silvestre, réussissent à s'assurer une place de titulaire, quand Anthony Réveillère, 18 ans, fera quelques apparitions en fin de saison.
Le début de saison est logiquement mauvais, et le Stade rennais plonge rapidement dans la zone de relégation. Dans une élite resserrée à dix-huit clubs, la concurrence est vive pour le maintien, et le SRFC peine à obtenir des résultats. À la mi-saison, le club compte déjà neuf défaites en dix-sept matchs. Mi-janvier, la situation semble désespérée avec une dix-huitième place assortie de quatre points de retard sur l'AS Cannes, avant-dernier. Deux rencontres décisives s'annoncent, avec les réceptions successives de Châteauroux et Cannes, à trois jours d'intervalle. Lors de ces deux matchs, le Stade rennais débloque la situation en deuxième mi-temps, et l'emporte finalement (3 - 0 et 2 - 0), s'offrant un bol d'air frais au classement. Fin février, l'équipe réalise une performance inattendue en allant s'imposer à Marseille (1 - 0). Inoffensifs à l'extérieur jusque-là, les Rennais l'emportent grâce à un but de Stéphane Grégoire, et remontent à la quatorzième place du classement.
Un mois plus tard, la réception de Guingamp s'annonce décisive. Premier relégable, le club costarmoricain est à trois points du SRFC qui le précède au classement. Les choses commencent bien puisque Kaba Diawara, prêté en janvier par Bordeaux au Stade rennais pour renforcer l'attaque, ouvre le score. En seconde mi-temps, les Guingampais réussissent néanmoins à égaliser, puis à s'adjuger la victoire (1 - 2) pour revenir à égalité de points avec le Stade rennais au classement.
Lors de l'avant-dernière journée, le Stade rennais réalise une bonne opération en allant obtenir le nul sur le terrain du FC Nantes Atlantique (1 - 1), Guingamp étant défait dans le même temps par Le Havre (1 - 2). À l'aube de la dernière journée, il suffit donc au Stade rennais de faire le même résultat que Guingamp pour assurer un maintien presque inespéré quelques mois plus tôt. Rennes reçoit Toulouse, déjà sauvé et qui n'a plus rien à jouer, tandis que Guingamp joue à Cannes, déjà relégué. À la mi-temps des deux matchs, les choses tournent en faveur du Stade rennais, qui conserve le nul (0 - 0), tandis que Cannes mène devant Guingamp (1 - 0). Mais après la pause, les Costarmoricains reviennent au score par Tasfaout puis prennent l'avantage avec un doublé du jeune Moreira. Le Stade rennais n'a plus le choix, il doit l'emporter pour se maintenir. À un quart d'heure de la fin du match, la délivrance arrive enfin. D'une tête croisée, Kaba Diawara marque le but du maintien, celui qui permet aux Rennais de se sauver, et envoie Guingamp en D2.

## Transferts en 1997-1998
| Nom                | Nationalité   | Provenance/Destination       |
| Été 1997           |               |                              |
| Arrivées           |               |                              |
| Pascal Bedrossian  | France        | AS Cannes                    |
| Philippe Brinquin  | France        | FC Lorient                   |
| Eddy Capron        | France        | FC Nantes Atlantique         |
| Marco Di Costanzo  | Italie        | US Triestina                 |
| Stéphane Grégoire  | France        | CSC Thouars                  |
| Bernd Hobsch       | Allemagne     | Werder Brême                 |
| Abdelkrim Jinani   | Maroc         | Raja Casablanca              |
| Philippe Levenard  | France        | Lille OSC                    |
| Pierre Maroselli   | France        | SC Bastia                    |
| Cédric Rémy        | France        | FC Martigues                 |
| Youssef Rossi      | Maroc         | Raja Casablanca              |
| Laurent Viaud      | France        | AS Monaco                    |
| Patrick Weiser     | Allemagne     | 1. FC Cologne                |
| Départs            |               |                              |
| Pierre-Yves André  | France        | SC Bastia                    |
| Patrice Carteron   | France        | Olympique lyonnais           |
| François Denis     | France        | Le Mans UC                   |
| Farid Diaf         | France        | Stade lavallois              |
| Fritz Émeran       | Rwanda        | Saint-Denis Saint-Leu        |
| Stéphane Guivarc'h | France        | AJ Auxerre (retour de prêt)  |
| Brian Jensen       | Danemark      | AS Cannes                    |
| Ulrich Le Pen      | France        | Stade lavallois              |
| Stéphane Mahé      | France        | Celtic Glasgow               |
| David Merdy        | France        | ASOA Valence (prêt)          |
| Samuel Michel      | France        | AS Red Star                  |
| Kjetil Rekdal      | Norvège       | Hertha BSC Berlin            |
| Gary Smith         | Écosse        | Aberdeen FC                  |
| Sylvain Wiltord    | France        | Deportivo La Corogne         |
| Hiver 1997-1998    |               |                              |
| Arrivées           |               |                              |
| Kaba Diawara       | France        | Girondins de Bordeaux (prêt) |
| Éli Kroupi         | Côte d'Ivoire | Formé au club                |
| Anthony Réveillère | France        | Formé au club                |
| Départs            |               |                              |
| Marco Di Costanzo  | Italie        | Hapoël Beer-Sheva (prêt)     |
| Bernd Hobsch       | Allemagne     | TSV Munich 1860              |
| Abdelkrim Jinani   | Maroc         | Stade lavallois (prêt)       |
| Philippe Levenard  | France        | Borgo FC                     |

## L'effectif de la saison
| Poste¹ | Nat.² | Nom                     | Naissance         | Sélection³ | Championnat | Championnat | Coupe France | Coupe France | Coupe Ligue | Coupe Ligue | Total Saison | Total Saison | Notes                              |
| Poste¹ | Nat.² | Nom                     | Naissance         | Sélection³ | M           | But inscrit | M            | But inscrit  | M           | But inscrit | M            | But inscrit  | Notes                              |
| ------ | ----- | ----------------------- | ----------------- | ---------- | ----------- | ----------- | ------------ | ------------ | ----------- | ----------- | ------------ | ------------ | ---------------------------------- |
| M      | FRA   | Pascal Bedrossian       | 28 novembre 1974  | -          | 6           | 0           | 1            | 0            | 1           | 0           | 8            | 0            |                                    |
| M      | FRA   | Yoann Bigné             | 23 août 1977      | -          | 27          | 3           | 1            | 0            | 1           | 0           | 29           | 3            |                                    |
| D      | FRA   | Philippe Brinquin       | 2 juin 1971       | -          | 29          | 0           | 1            | 0            | 1           | 0           | 31           | 0            |                                    |
| D      | FRA   | Eddy Capron             | 15 janvier 1971   | -          | 28          | 1           | 2            | 0            | 1           | 0           | 31           | 1            |                                    |
| M      | FRA   | Ousmane Dabo            | 8 février 1977    | -          | 12          | 1           | 1            | 0            | 0           | 0           | 13           | 1            |                                    |
| A      | FRA   | Jean-Claude Darcheville | 25 juillet 1975   | -          | 24          | 3           | 2            | 0            | 0           | 0           | 26           | 3            |                                    |
| G      | FRA   | Fabien Debec            | 18 janvier 1976   | -          | 1           | 0           | 0            | 0            | 0           | 0           | 1            | 0            |                                    |
| A      | ITA   | Marco Di Costanzo       | 30 octobre 1973   | -          | 8           | 1           | 0            | 0            | 0           | 0           | 8            | 1            | Prêté à Beer-Sheva en janvier      |
| A      | FRA   | Kaba Diawara            | 16 décembre 1975  | -          | 12          | 3           | 2            | 0            | 0           | 0           | 14           | 3            | Prêté par Bordeaux en janvier      |
| A      | FRA   | Nicolas Goussé          | 2 janvier 1976    | -          | 32          | 9           | 1            | 0            | 1           | 0           | 34           | 9            |                                    |
| M      | FRA   | Stéphane Grégoire       | 2 février 1968    | -          | 34          | 5           | 2            | 0            | 1           | 0           | 37           | 5            |                                    |
| G      | FRA   | Tony Heurtebis          | 15 janvier 1975   | -          | 34          | 0           | 2            | 0            | 1           | 0           | 37           | 0            |                                    |
| A      | ALL   | Bernd Hobsch            | 7 mai 1968        | A          | 3           | 0           | 0            | 0            | 0           | 0           | 3            | 0            | Transféré à Munich 1860 en janvier |
| M      | FRA   | Laurent Huard           | 26 août 1973      | -          | 19          | 3           | 2            | 1            | 0           | 0           | 21           | 4            |                                    |
| A      | MAR   | Abdelkrim Jinani        | 2 septembre 1973  | -          | 3           | 0           | 0            | 0            | 0           | 0           | 3            | 0            | Prêté à Laval en janvier           |
| A      | CIV   | Éli Kroupi              | 18 octobre 1978   | A          | 2           | 0           | 2            | 0            | 0           | 0           | 4            | 0            |                                    |
| M      | FRA   | Loïc Lambert            | 25 octobre 1966   | -          | 19          | 3           | 0            | 0            | 0           | 0           | 19           | 3            |                                    |
| M      | CIV   | Saliou Lassissi         | 15 août 1978      | A          | 7           | 0           | 1            | 0            | 1           | 0           | 9            | 0            |                                    |
| A      | FRA   | Benoît Le Bris          | 1er décembre 1976 | -          | 3           | 0           | 0            | 0            | 0           | 0           | 3            | 0            |                                    |
| D      | FRA   | Régis Le Bris           | 6 décembre 1975   | -          | 15          | 0           | 0            | 0            | 1           | 0           | 16           | 0            |                                    |
| D      | FRA   | Philippe Levenard       | 6 février 1965    | -          | 2           | 0           | 0            | 0            | 0           | 0           | 2            | 0            | Transféré à Borgo en janvier       |
| D      | FRA   | Pierre Maroselli        | 29 novembre 1966  | -          | 11          | 0           | 0            | 0            | 0           | 0           | 11           | 0            |                                    |
| A      | FRA   | Samuel Michel           | 11 février 1971   | -          | 2           | 0           | 0            | 0            | 0           | 0           | 2            | 0            | Transféré au Red Star en septembre |
| G      | YUG   | Goran Pandurović        | 16 juillet 1963   | A          | 0           | 0           | 0            | 0            | 1           | 0           | 1            | 0            |                                    |
| D      | ROU   | Corneliu Papură         | 5 septembre 1973  | A          | 0           | 0           | 0            | 0            | 0           | 0           | 0            | 0            |                                    |
| M      | FRA   | Cédric Rémy             | 29 octobre 1975   | -          | 0           | 0           | 0            | 0            | 0           | 0           | 0            | 0            |                                    |
| D      | FRA   | Anthony Réveillère      | 10 novembre 1979  | -          | 8           | 0           | 1            | 0            | 0           | 0           | 9            | 0            |                                    |
| D      | MAR   | Youssef Rossi           | 28 juin 1973      | A          | 22          | 0           | 0            | 0            | 1           | 0           | 23           | 0            |                                    |
| D      | FRA   | Mikaël Silvestre        | 9 août 1977       | -          | 32          | 0           | 2            | 0            | 1           | 0           | 35           | 0            |                                    |
| M      | FRA   | Laurent Viaud           | 8 octobre 1969    | -          | 30          | 1           | 0            | 0            | 1           | 0           | 31           | 1            |                                    |
| A      | FRA   | David Voisin            | 12 octobre 1975   | -          | 0           | 0           | 0            | 0            | 0           | 0           | 0            | 0            |                                    |
| M      | ALL   | Patrick Weiser          | 25 novembre 1971  | -          | 27          | 2           | 2            | 0            | 1           | 0           | 30           | 2            |                                    |

- 1 : G, Gardien de but ; D, Défenseur ; M, Milieu de terrain ; A, Attaquant
- 2 : Nationalité sportive, certains joueurs possédant une double-nationalité
- 3 : sélection la plus élevée obtenue

## Les rencontres de la saison

### Liste
| Match | Date         | Compétition       | Tour        | Adversaire    | Lieu ¹ | Score | Class. | Buteurs pour le Stade rennais |
| ----- | ------------ | ----------------- | ----------- | ------------- | ------ | ----- | ------ | ----------------------------- |
| 1     | 2 août       | Division 1        | 1           | Toulouse      | E      | 0–1   | 14     |                               |
| 2     | 7 août       | Division 1        | 2           | Lyon          | D      | 0–3   | 18     |                               |
| 3     | 16 août      | Division 1        | 3           | Bordeaux      | E      | 2-2   | 16     | Lambert Goussé                |
| 4     | 22 août      | Division 1        | 4           | Monaco        | D      | 2–1   | 15     | Goussé                        |
| 5     | 30 août      | Division 1        | 5           | Paris SG      | E      | 1–4   | 16     | Lambert                       |
| 6     | 5 septembre  | Division 1        | 6           | Metz          | D      | 2-2   | 16     | Grégoire                      |
| 7     | 11 septembre | Division 1        | 7           | Châteauroux   | E      | 0–1   | 16     |                               |
| 8     | 20 septembre | Division 1        | 8           | Cannes        | E      | 1–1   | 16     | Dabo                          |
| 9     | 26 septembre | Division 1        | 9           | Bastia        | D      | 2–0   | 12     | Darcheville Di Costanzo       |
| 10    | 4 octobre    | Division 1        | 10          | Auxerre       | E      | 0–4   | 14     |                               |
| 11    | 8 octobre    | Division 1        | 11          | Marseille     | D      | 0–2   | 16     |                               |
| 12    | 17 octobre   | Division 1        | 12          | Le Havre      | E      | 1-1   | 16     | Darcheville                   |
| 13    | 25 octobre   | Division 1        | 13          | Strasbourg    | D      | 3-1   | 15     | Bigné Goussé Baticle (csc)    |
| 14    | 2 novembre   | Division 1        | 14          | Montpellier   | E      | 0-2   | 15     |                               |
| 15    | 8 novembre   | Division 1        | 15          | Lens          | D      | 2–3   | 17     | Weiser Goussé                 |
| 16    | 16 novembre  | Division 1        | 16          | Guingamp      | E      | 0–1   | 17     |                               |
| 17    | 21 novembre  | Division 1        | 17          | Nantes        | D      | 3-0   | 16     | Goussé Bigné Lambert          |
| 18    | 29 novembre  | Division 1        | 18          | Lyon          | E      | 1-3   | 17     | Grégoire                      |
| 19    | 5 décembre   | Division 1        | 19          | Bordeaux      | D      | 0-0   | 16     |                               |
| 20    | 14 décembre  | Division 1        | 20          | Monaco        | E      | 0–1   | 17     |                               |
| 21    | 19 décembre  | Division 1        | 21          | Paris SG      | D      | 1-2   | 18     | Goussé                        |
| 22    | 5 janvier    | Coupe de la ligue | 1/16 finale | Lens          | E      | 0-1   | 0-1    |                               |
| 23    | 10 janvier   | Division 1        | 22          | Metz          | E      | 0-1   | 18     |                               |
| 24    | 18 janvier   | Coupe de France   | 1/32 finale | Châteauroux   | D      | 1-0   | 1-0    | Huard                         |
| 25    | 21 janvier   | Division 1        | 23          | Châteauroux   | D      | 3-0   | 18     | Huard Darcheville Diawara     |
| 26    | 24 janvier   | Division 1        | 24          | Cannes        | D      | 2–0   | 15     | Weiser Goussé                 |
| 27    | 3 février    | Division 1        | 25          | Bastia        | E      | 0-0   | 15     |                               |
| 28    | 7 février    | Coupe de France   | 1/16 finale | Istres (Nat.) | E      | 0-1   | 0-1    |                               |
| 29    | 12 février   | Division 1        | 26          | Auxerre       | D      | 1-1   | 16     | Viaud                         |
| 30    | 21 février   | Division 1        | 27          | Marseille     | E      | 1–0   | 14     | Grégoire                      |
| 31    | 7 mars       | Division 1        | 28          | Le Havre      | D      | 2–2   | 14     | Huard Capron                  |
| 32    | 13 mars      | Division 1        | 29          | Strasbourg    | E      | 1-3   | 15     | Huard                         |
| 33    | 28 mars      | Division 1        | 30          | Montpellier   | D      | 2–0   | 14     | Goussé Grégoire               |
| 34    | 7 avril      | Division 1        | 31          | Lens          | E      | 0–3   | 15     |                               |
| 35    | 18 avril     | Division 1        | 32          | Guingamp      | D      | 1-2   | 15     | Diawara                       |
| 36    | 25 avril     | Division 1        | 33          | Nantes        | E      | 1-1   | 15     | Bigné                         |
| 37    | 9 mai        | Division 1        | 34          | Toulouse      | D      | 1–0   | 14     | Diawara                       |

- 1 N : terrain neutre ; D : à domicile ; E : à l'extérieur ; drapeau : pays du lieu du match international

## Bilan des compétitions
| Compétition       | Vainqueur final     | Débute au tour | Place ou tour final | Première rencontre | Dernière rencontre | Nombre |
| ----------------- | ------------------- | -------------- | ------------------- | ------------------ | ------------------ | ------ |
| Division 1        | RC Lens             | 1re journée    | 14e                 | 2 août 1997        | 9 mai 1998         | 34     |
| Coupe de la ligue | Paris Saint-Germain | 1/16 de finale | 1/16 de finale      | 5 janvier 1998     | 5 janvier 1998     | 1      |
| Coupe de France   | Paris Saint-Germain | 1/32 de finale | 1/16 de finale      | 18 janvier 1998    | 7 février 1998     | 2      |

### Division 1

#### Classement
| Rang | Équipe      | Pts | J  | G  | N  | P  | Bp | Bc | Diff |
| ---- | ----------- | --- | -- | -- | -- | -- | -- | -- | ---- |
| 11   | Nantes      | 41  | 34 | 11 | 8  | 15 | 35 | 41 | -6   |
| 12   | Montpellier | 41  | 34 | 10 | 11 | 13 | 32 | 42 | -10  |
| 13   | Strasbourg  | 37  | 34 | 9  | 10 | 15 | 39 | 43 | -4   |
| 14   | Rennes      | 36  | 34 | 9  | 9  | 16 | 36 | 48 | -12  |
| 15   | Toulouse    | 36  | 34 | 9  | 9  | 16 | 26 | 46 | -20  |
| 16   | Guingamp    | 35  | 34 | 9  | 8  | 17 | 30 | 42 | -12  |
| 17   | Châteauroux | 31  | 34 | 8  | 7  | 19 | 31 | 59 | -28  |

- 16 et 17 : Relégation en Division 2

#### Résultats
| Total | Total | Total | Total | Total | Total | Total | Total | Domicile | Domicile | Domicile | Domicile | Domicile | Domicile | Extérieur | Extérieur | Extérieur | Extérieur | Extérieur | Extérieur |
| J     | G     | N     | P     | Bp    | Bc    | Diff  | Pts   | G        | N        | P        | Bp       | Bc       | Diff     | G         | N         | P         | Bp        | Bc        | Diff      |
| ----- | ----- | ----- | ----- | ----- | ----- | ----- | ----- | -------- | -------- | -------- | -------- | -------- | -------- | --------- | --------- | --------- | --------- | --------- | --------- |
| 34    | 9     | 9     | 16    | 36    | 48    | -12   | 36    | 8        | 4        | 5        | 27       | 19       | +8       | 1         | 5         | 11        | 9         | 29        | -20       |

#### Résultats par journée
| Journée   | 01 | 02 | 03 | 04 | 05 | 06 | 07 | 08 | 09 | 10 | 11 | 12 | 13 | 14 | 15 | 16 | 17 | 18 | 19 | 20 | 21 | 22 | 23 | 24 | 25 | 26 | 27 | 28 | 29 | 30 | 31 | 32 | 33 | 34 |
| --------- | -- | -- | -- | -- | -- | -- | -- | -- | -- | -- | -- | -- | -- | -- | -- | -- | -- | -- | -- | -- | -- | -- | -- | -- | -- | -- | -- | -- | -- | -- | -- | -- | -- | -- |
| Terrain   | E  | D  | E  | D  | E  | D  | E  | E  | D  | E  | D  | E  | D  | E  | D  | E  | D  | E  | D  | E  | D  | E  | D  | D  | E  | D  | E  | D  | E  | D  | E  | D  | E  | D  |
| Résultats | D  | D  | N  | V  | D  | N  | D  | N  | V  | D  | D  | N  | V  | D  | D  | D  | V  | D  | N  | D  | D  | D  | V  | V  | N  | N  | V  | N  | D  | V  | D  | D  | N  | V  |
| Points    | 0  | 0  | 1  | 4  | 4  | 5  | 5  | 6  | 9  | 9  | 9  | 10 | 13 | 13 | 13 | 13 | 16 | 16 | 17 | 17 | 17 | 17 | 20 | 23 | 24 | 25 | 28 | 29 | 29 | 32 | 32 | 32 | 33 | 36 |
| Place     | 14 | 18 | 16 | 15 | 16 | 16 | 16 | 16 | 12 | 14 | 16 | 16 | 15 | 15 | 17 | 17 | 16 | 17 | 16 | 17 | 18 | 18 | 18 | 15 | 15 | 16 | 14 | 14 | 15 | 14 | 15 | 15 | 15 | 14 |

Source : Liste des rencontres

Terrain : D = Domicile ; E = Extérieur. Résultat: D = Défaite ; N = Nul ; V = Victoire.